# Wolfgang Helck
Hans Wolfgang Helck (16. září 1914 Drážďany – 27. srpna 1993 Hamburk) byl německý egyptolog a jeden z nejvýznamnějších egyptologů 20. století.

## Životopis
Od roku 1956 až do odchodu do důchodu v roce 1979 byl profesorem na Hamburské univerzitě. I poté zůstal aktivní a společně s Wolfhartem Westendorfem publikoval Lexikon der Ägyptologie, který byl vydán v roce 1992. Publikoval také mnoho dalších knih a článků o historii Egypta a blízkovýchodní kultuře obecně. Byl členem německého archeologického institutu a členem Göttingenské akademie věd.
Byl synem filozofa Hanse Helcka. Studoval u Georga Steindorffa na Lipské univerzitě a u Hermanna Keese na univerzitě v Göttingenu, kde dokončil studia v roce 1938. Během druhé světové války byl vězněn. Do Göttingenu se vrátil v roce 1947, aby dokončil doktorát (1951).